# Діагональне сполучення гірничих виробок
Діагональне сполучення гірничих виробок (рос. диагональное соединение горных выработок, англ. diagonal junction of workings, нім. Diagonalverbindung f der Grubenbaue m  pl) ― (в рудниковій вентиляції) сполучення, при якому виробки окрім початкового і кінцевого пунктів, з'єднані ще однією або декількома додатковими виробками-діагоналями. 
Особливість діагональних сполучень виробок ― наявність виробок (хоча б однієї), по яких повітря, залежно від опору інших виробок, може рухатися в прямо протилежному напрямку або зовсім не рухатися.